# خربة الفخيت
خربة الفخيت هي قرية فلسطينية، من قرى منطقة مسافر يطا في محافظة الخليل. وهي من القرى التي احتلتها إسرائيل خلال حرب 1967.
تُدار بواسطة مجلس قروي مسافر يطا، ويتبع لها أيضًا عدة خرب تُدعى: خربة التبان، وخربة المجاز، والحلاوة، والمركز.

## السكان
بلغ عدد سكان الخربة عام 2017 حوالي (312) نسمة وفق الجهاز المركزي للإحصاء الفلسطيني.